# Грюнендайх
Грюнендайх (нем. Grünendeich) — община в Германии, в земле Нижняя Саксония.
Входит в состав района Штаде. Подчиняется управлению Люэ. Население составляет 1905 человек (на 31 декабря 2010 года). Занимает площадь 3,93 км².